# Mistrzostwa Europy w hokeju na lodzie 1929

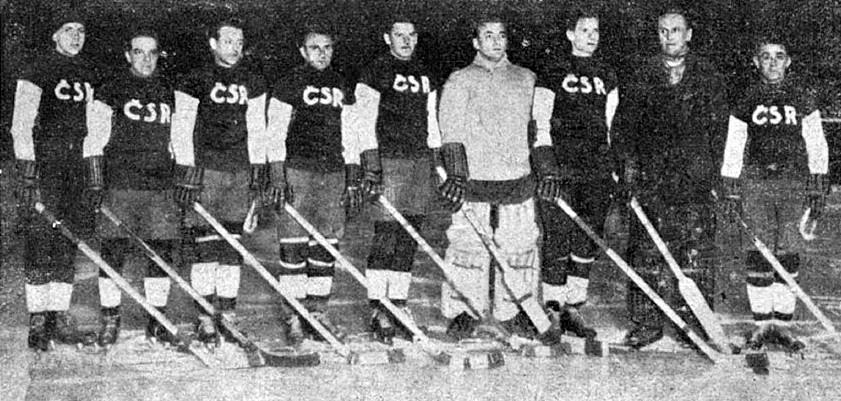
Reprezentacja Czechosłowacji w turnieju

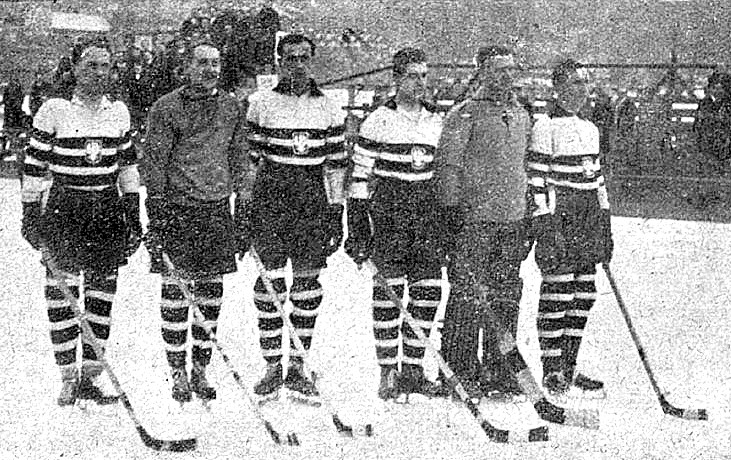
Reprezentacja Polski w turnieju

Mistrzostwa Europy w hokeju na lodzie 1929 r. były czternastą edycją turnieju hokejowego dla krajów europejskich zrzeszonych w Międzynarodowej Federacji Hokeja na Lodzie.
Turniej odbył się w dniach 28 stycznia do 3 lutego 1929 roku w Budapeszcie na Węgrzech.
Początkowo spodziewano się udziału w mistrzostwach dziewięciu drużyn, ale ostatecznie fińska drużyna nie wzięła udziału w tym turnieju. W związku z tym Austriacy zaproponowali zmianę formatu mistrzostw, ale propozycja ta została odrzucona. Zawody odbyły się według tego samego schematu, co w roku 1926. Wszystkie drużyny podzielone są na trzy grupy, pierwsze miejsce w każdej grupie automatycznie awansuje do półfinału, a pomiędzy drugimi miejscami następuje dodatkowa runda rozgrywek, w której wyłaniany jest czwarty uczestnik półfinału. Po raz pierwszy na Mistrzostwach Europy odbył się mecz o trzecie miejsce. Również po raz pierwszy turniej został podzielony na trzy części.
Reprezentacja Czechosłowacji została mistrzem i zdobyła swój trzeci tytuł, pokonując w finale reprezentację Polski z wynikiem 2:1. Mecz okazał się bardzo zacięty: hokeista Czechosłowacji Wolfgang Dorazil strzelił decydującego gola dopiero w 77 minucie. Brązowy medal wywalczyła drużyna Austrii, która w meczu o trzecie miejsce pokonała drużynę Włoch z wynikiem 4:2. Królem strzelców mistrzostw został Austriak Ulrich Lederer, który strzelił 6 bramek.

## Pierwsza runda

### Grupa A
30 stycznia 1929
| Drużyna #1 | Wynik | Drużyna #2 |
| ---------- | ----- | ---------- |
| Polska     | 2:0   | Szwajcaria |

### Grupa B
28 stycznia 1929
| Drużyna #1 | Wynik | Drużyna #2       |
| ---------- | ----- | ---------------- |
| Austria    | 1:0   | Rzesza Niemiecka |

29 stycznia 1929
| Drużyna #1     | Wynik | Drużyna #2       |
| -------------- | ----- | ---------------- |
| Czechosłowacja | 2:1   | Rzesza Niemiecka |

30 stycznia 1929
| Drużyna #1     | Wynik | Drużyna #2 |
| -------------- | ----- | ---------- |
| Czechosłowacja | 3:1   | Austria    |

### Grupa C
28 stycznia 1929
| Drużyna #1 | Wynik | Drużyna #2 |
| ---------- | ----- | ---------- |
| Węgry      | 1:2   | Włochy     |

29 stycznia 1929
| Drużyna #1 | Wynik | Drużyna #2 |
| ---------- | ----- | ---------- |
| Włochy     | 1:0   | Belgia     |

30 stycznia 1929
| Drużyna #1 | Wynik | Drużyna #2 |
| ---------- | ----- | ---------- |
| Węgry      | 1:1   | Belgia     |

## Druga runda
31 stycznia 1929
| Drużyna #1 | Wynik | Drużyna #2 |
| ---------- | ----- | ---------- |
| Węgry      | 0:3   | Austria    |

1 lutego 1929
| Drużyna #1 | Wynik | Drużyna #2 |
| ---------- | ----- | ---------- |
| Austria    | 3:1   | Szwajcaria |

1 lutego 1929
| Drużyna #1 | Wynik | Drużyna #2 |
| ---------- | ----- | ---------- |
| Węgry      | 0:1   | Szwajcaria |

## Półfinały
1 lutego 1929
| Drużyna #1     | Wynik | Drużyna #2 |
| -------------- | ----- | ---------- |
| Czechosłowacja | 1:0   | Włochy     |

2 lutego 1929
| Drużyna #1 | Wynik | Drużyna #2 |
| ---------- | ----- | ---------- |
| Polska     | 3:1   | Austria    |

## O 3 miejsce
3 lutego 1929
| Drużyna #1 | Wynik | Drużyna #2 |
| ---------- | ----- | ---------- |
| Austria    | 4:2   | Włochy     |

## Finał
3 lutego 1929
| Drużyna #1     | Wynik | Drużyna #2 |
| -------------- | ----- | ---------- |
| Czechosłowacja | 2:1   | Polska     |